# Младост (филм)
Вижте пояснителната страница за други значения на Младост.
„Младост“ (на английски: Youth) е британско-френски трагикомичен филм от 2015 г. на режисьора Паоло Сорентино. Премиерата е на 20 май 2015 г. на кинофестивала в Кан.

## Сюжет
Фред Балинджър (Майкъл Кейн) е композитор на класическа музика, който е отседнал в санаториум в швейцарските Алпи заедно с приятеля си Мик Бойл (Харви Кайтел), който е филмов сценарист и режисьор. В санаториума те се срещат с Марадона, Мис Вселена, застаряващата любима актриса на Мик (Джейн Фонда), актьор подготвящ се за ролята на Адолф Хитлер (Пол Дано) и дъщерята на Фред, която се възстановява от раздяла с приятеля си (Рейчъл Вайс).

## В ролите
| Изпълнител   | Роля           |
| ------------ | -------------- |
| Майкъл Кейн  | Фред Балинджър |
| Харви Кайтел | Мик Бойл       |
| Рейчъл Вайс  | Лена Балинджър |
| Пол Дано     | Джими Три      |
| Джейн Фонда  | Бренда Морел   |

## Награди и номинации
| Категория                                        | Номиниран(и)                | Резултат                    |
| Оскар (28 февруари 2016 г.)                      | Оскар (28 февруари 2016 г.) | Оскар (28 февруари 2016 г.) |
| ------------------------------------------------ | --------------------------- | --------------------------- |
| Най-добра оригинална песен                       | „Simple Song No. 3“         | номинация                   |
| Златен глобус (10 януари 2016 г.)                |                             |                             |
| Най-добра актриса в поддържаща роля              | Джейн Фонда                 | номинация                   |
| Най-добра оригинална песен                       | „Simple Song No. 3“         | номинация                   |
| Европейски филмови награди (12 декември 2015 г.) |                             |                             |
| Най-добър филм                                   | Най-добър филм              | награда                     |
| Най-добър режисьор                               | Паоло Сорентино             | награда                     |
| Най-добър актьор                                 | Майкъл Кейн                 | награда                     |
| Най-добър сценарий                               | Паоло Сорентино             | номинация                   |
| Най-добра актриса                                | Рейчъл Вайс                 | номинация                   |
| Сателит (21 февруари 2016 г.)                    |                             |                             |
| Най-добра актриса в поддържаща роля              | Джейн Фонда                 | номинация                   |